# Martina Navrátilová
Martina Navrátilová () nata Šubertová (Řevnice, 18 ottobre 1956) è un'allenatrice ed ex giocatrice di tennis statunitense d'origine cecoslovacca, nazionalità della quale fu privata nel 1975; dal 2008 ha doppia cittadinanza ceco-statunitense.
Considerata una delle migliori tenniste di tutti i tempi, detiene tre record assoluti, a livello sia femminile sia maschile: maggior numero di titoli vinti (357), maggior numero di titoli vinti in singolare (167) e maggior numero di titoli vinti in doppio (177).
Navrátilová ha vinto 59 prove del Grande Slam (diciotto in singolare, trentuno in doppio e dieci in doppio misto), l'ultima delle quali il doppio misto degli US Open nel 2006 all'età di quasi 50 anni. Grazie a questo successo è diventata l'atleta più anziana, a livello sia femminile sia maschile, a essersi aggiudicata una prova del Grande Slam. È rimasta per 331 settimane in vetta alla classifica WTA di singolare (seconda solamente a Steffi Graf che primeggia con 377) e per 237 settimane al primo posto in quella di doppio.
Nel 2003 diventa l'unica tennista al mondo ad avere vinto tutte le specialità in tutti i tornei del Grande Slam nell'Era Open (ottenendo il cosiddetto Boxed Set) oltre alla WTA Championships e alla Fed Cup. Tra i suoi record assoluti detiene, inoltre, quello di vittorie nei singoli a Wimbledon, con nove successi, e quello del maggior numero di incontri disputati e vinti in singolare. Nel 1984, in coppia con Pam Shriver, conquista il Grande Slam in doppio, ossia la vittoria di tutti e quattro i tornei in un anno solare (unica coppia in assoluto a riuscirci). A cavallo tra 1983 e il 1984 (quando l’Australian Open si giocava a dicembre) conquista in singolare il Piccolo Slam (o Grande Slam Virtuale) ossia la vittoria dei quattro grandi tornei consecutivamente (prima in assoluto a riuscirci su tre superfici diverse) ma in due stagioni, mentre a cavallo tra il 1986 e il 1987 lo completa anche in doppio (con Pam Shriver), il che la rende l'unica tennista (insieme a Serena Williams) ad aver raggiunto il traguardo in entrambe le specialità.
Altro record da lei detenuto a livello femminile è quello della più lunga serie di vittorie consecutive: 74, ottenute fino a gennaio 1984, quando perse da Hana Mandlíková al Virginia Slims of California.
Con Chris Evert ha generato una delle rivalità più famose e avvincenti della storia: le due, infatti, si sono affrontate ottanta volte, di cui quattordici in finali Slam, con la tennista di origini cecoslovacche che ha vinto quarantatré di questi incontri.
Figura dal 2000 nell'International Tennis Hall of Fame e dal 2008 gennaio 09 è cittadina statunitense.

## Biografia
Il suo cognome originario è Šubertová; i suoi genitori però divorziarono tre anni dopo la sua nascita. Nel 1962 la madre Jana sposò Miroslav Navrátil, che divenne il suo primo insegnante di tennis. Martina prese il cognome del patrigno, aggiungendo il suffisso femminile "ová".
Nel 1975 la diciottenne Navrátilová si recò negli uffici dell'Immigration and Naturalization Service di New York, informandoli che intendeva defezionare dal regime comunista del suo paese d'origine, la Cecoslovacchia. Nel giro di un mese ottenne una Green Card. Si trasferì negli Stati Uniti, di cui divenne cittadina nel 1981, dopo essere stata ufficialmente apolide per alcuni anni.

### Vita privata

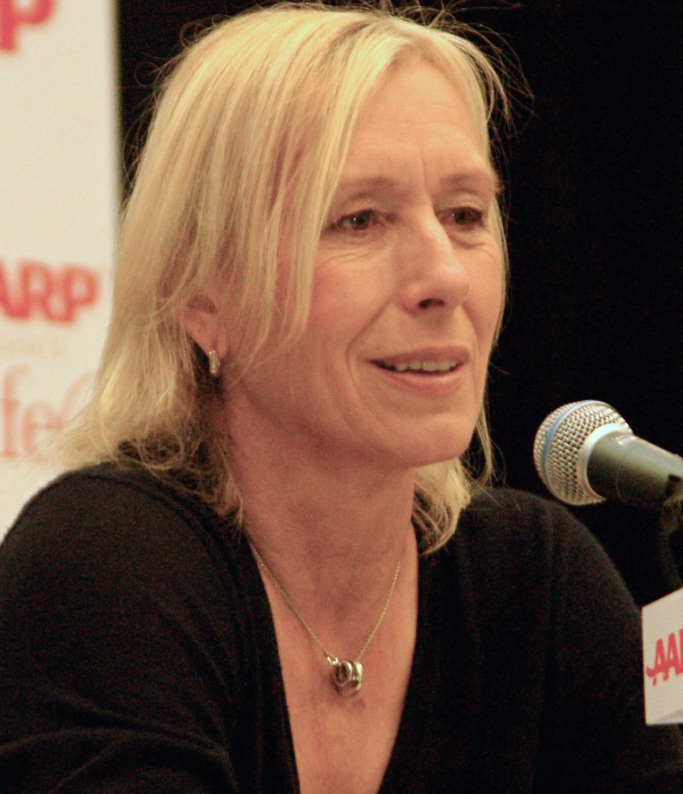
Navrátilová nel 2011

Poco dopo avere ottenuto la cittadinanza statunitense decise di rivelare il suo orientamento sessuale. In risposta alle speculazioni dei media sulla sua relazione con la scrittrice Rita Mae Brown Navrátilová divenne una delle prime stelle dello sport ad annunciare di essere lesbica. Dal 1983 al 1991 ebbe una lunga relazione con Judy Nelson. La loro separazione nel 1991 fu turbolenta e accompagnata da una battaglia legale molto pubblicizzata. Nel dicembre 2014 si è sposata con Julia Lemigova, sua compagna da diversi anni.
Nei primi anni di carriera dovette lottare con la forma fisica (venne etichettata senza complimenti la "Larga speranza bianca" dal giornalista Bud Collins), ma la sua determinazione a raggiungere i vertici dello sport la vide adottare una rigida disciplina per riportarsi in forma. Incominciò, infatti, ad andare in palestra (novità assoluta per il tennis femminile) inizialmente per dimagrire e successivamente per aumentare la propria massa muscolare. Per dimagrire, inoltre, cambiò completamente anche la dieta. Questo regime l'aiutò negli anni successivi, diventando una delle tenniste più rapide e più resistenti dal punto di vista fisico del circuito femminile. Nei primi mesi del 2006 è uscito negli USA Shape Yourself - My 6-Step Diet and Fitness Plan to Achieve the Best Shape of Your Life, in cui Martina Navrátilová spiega come restare in forma attraverso strategie, consigli e piccoli cambiamenti del proprio stile di vita.

## Carriera

### Anni 1970
Nel 1972, all'età di quindici anni, Navrátilová vinse i campionati nazionali cecoslovacchi di tennis. Nel 1973, a sedici anni, passò al professionismo. Vinse il suo primo torneo di singolo da professionista a Orlando (Florida) nel 1974. Prese parte anche ad altre due finali, al WTA German Open e agli Internazionali d'Italia.
Fu finalista in due tornei del Grande Slam nel 1975, perdendo la finale degli Australian Open contro Evonne Goolagong e quella degli Open di Francia contro Chris Evert, che la sconfisse anche nelle semifinali degli US Open. Si aggiudicò, quell'anno, cinque tornei statunitensi e fu finalista in altri sette tornei, tra cui il Virginia Slims Championships (torneo di fine anno) e nuovamente gli Internazionali d'Italia.
Nel 1976 arrivò in finale solamente in tre tornei, aggiudicandosene due. Il '77 fu un buon anno per Martina: vinse sei tornei e fu finalista in altri sei: in ben cinque finali dovette affrontare Chris Evert.
Vinse il suo primo titolo di singolare in un torneo del Grande Slam a Wimbledon nel 1978, dove sconfisse Evert in tre set nella finale e raggiunse il numero uno della classifica mondiale per la prima volta. Nello stesso anno vinse altri dieci tornei, tra cui anche il Virginia Slims Championships. Sconfisse nuovamente Evert in finale nel 1979, difendendo con successo il suo titolo di campionessa a Wimbledon. Sempre nel '79 uscì vincitrice in altri nove tornei.
In doppio Martina Navrátilová era già riuscita a conquistare sei titoli del Grande Slam (uno in doppio misto) e altri trentotto tornei. Non aveva ancora però una compagna fissa: le principali furono Chris Evert, Betty Stöve e Billie Jean King.

### Anni 1980

#### 1980-1985

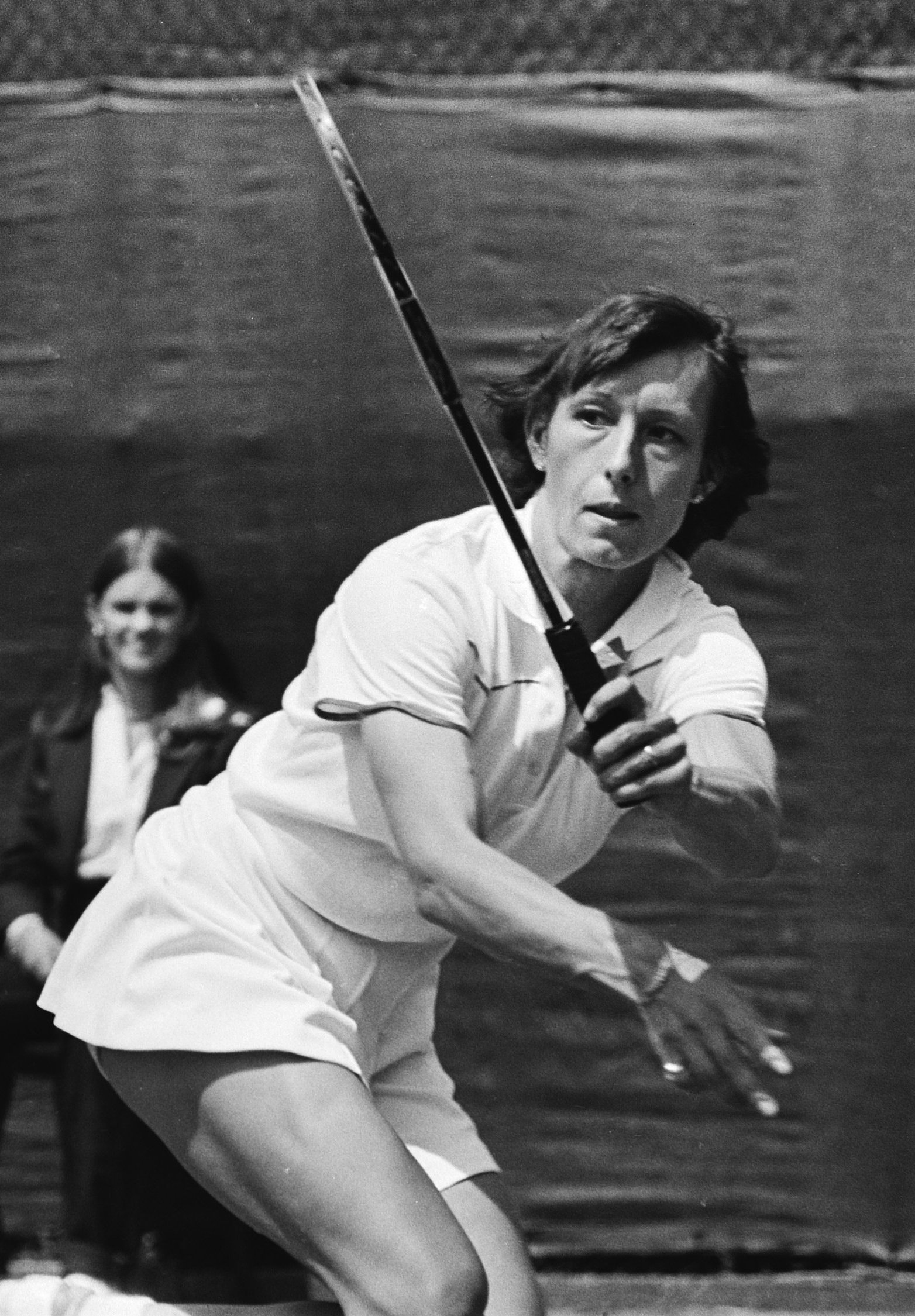
Navrátilová nel 1980

Nel 1981 vinse il suo terzo titolo di singolare nel Grande Slam battendo Evert nella finale dell'Australian Open e raggiunse la finale degli US Open, dove perse al tie-break nel terzo set contro Tracy Austin. Nel 1982 vinse a Wimbledon, battendo in finale Evert, agli Open di Francia battendo in finale Andrea Jaeger e raggiunse la finale dell'Australian Open, dove fu sconfitta da Evert.
La metà degli anni 1980 fu il periodo di maggior successo nella carriera di Navrátilová. Dopo avere perso al quarto turno degli Open di Francia, primo torneo del Grande Slam del 1983, vinse i tre tornei restanti (gli Australian Open si disputarono a dicembre).
Vinse quindi gli Open di Francia del 1984, diventando campionessa in carica in tutti e quattro i tornei contemporaneamente. Con le successive vittorie a Wimbledon e agli US Open eguagliò il record di sei vittorie consecutive in tornei del Grande Slam e iniziò gli Australian Open del 1984 con la possibilità di vincere tutti e quattro i tornei nello stesso anno, ma fu sconfitta in semifinale da Helena Suková per 1-6, 6-3, 7-5.
Nel 1983 e 1984, comunque, il predominio di Navrátilová fu assoluto: vinse quasi tutti gli incontri e quasi tutti i tornei a cui prese parte: nel 1984 subì soltanto due sconfitte e stabilì il nuovo record assoluto di 74 vittorie consecutive. In questi due anni inflisse tredici sconfitte consecutive alla sua eterna rivale Chris Evert, che sembrava ormai disorientata di fronte alla sua superiorità.
Nel 1985 l'egemonia di Navrátilová fu interrotta da una ritrovata Chris Evert che, sconfiggendola nella finale degli Open di Francia, riconquistò dopo due anni il primo posto nella classifica mondiale. Tuttavia, nella finale degli Australian Open dello stesso anno, Navrátilová vinse la finale su Evert e tornò in vetta alle graduatorie.
Martina Navrátilová riuscì a vincere tutti e quattro i titoli di doppio femminile del Grande Slam nel 1984 giocando in coppia con Pam Shriver. La vittoria fece parte di un record di 109 incontri vinti di fila, che la coppia ottenne tra il 1983 e il 1985. Navrátilová fu numero 1 mondiale nel doppio per un periodo di oltre tre anni negli anni 1980.

#### 1986-1989
Dal 1985 al 1987 raggiunse la finale del singolare femminile in tutti e undici i tornei del Grande Slam a cui si iscrisse, vincendone sei ed estendendo il suo numero di vittorie consecutive a Wimbledon a un record di sei, mentre fu sempre sconfitta nelle finali dell'Open di Francia: due volte da Chris Evert e una volta da Steffi Graf.
La nuova minaccia al predominio di Navrátilová era costituita proprio dalla tedesca Steffi Graf, che salì alla ribalta nel 1987 vincendo l'Open di Francia. Nello stesso anno Navrátilová sconfisse Graf nelle finali di Wimbledon e degli US Open, dove divenne la terza tennista nell'era del tennis open a vincere nella stessa edizione singolare, doppio e doppio misto. Ciononostante il livello di gioco espresso da Graf per tutto il 1987 le permise comunque di deporre Navrátilová dal vertice del ranking mondiale prima della fine dell'anno. Graf in seguito riuscì a infrangere il record di Navrátilová di 156 settimane consecutive e 331 totali come numero uno del mondo.
Nel 1988 Graf la eclissò, vincendo tutti e quattro i titoli del Grande Slam, battendola tra l'altro nella finale di Wimbledon per 5-7, 6-2, 6-1. Nel 1989 Graf e Navrátilová si incontrarono in finale sia a Wimbledon che agli US Open. In entrambi i casi Graf ne uscì vincitrice in tre set.

### Anni 1990

Navrátilová agli Internazionali d'Italia 1994

Navrátilová avrebbe comunque trionfato ancora in un singolare del grande Slam nel 1990. In quell'anno Graf venne eliminata nelle semifinali a Wimbledon da Zina Garrison. Nella finale la trentatreenne Navrátilová sconfisse Garrison con un punteggio di 6-4, 6-1, segnando il record di nove titoli del singolare femminile a Wimbledon. Anche se questa fu l'ultima vittoria in un singolare dello Slam Navrátilová giunse altre due volte in finale negli anni seguenti. Nel 1991 perse la finale degli US Open contro la nuova numero uno mondiale, Monica Seles. Nel 1994, all'età di trentasette anni, raggiunse la finale di Wimbledon per l'ultima volta, perdendo in tre set contro Conchita Martínez.
Nel 1994 si ritirò dal tennis.

### Anni 2000
Dal 2000 tornò a giocare nei tornei di doppio e, occasionalmente, in singolare. Nel 2003 vinse il doppio misto agli Australian Open e a Wimbledon in coppia con Leander Paes, divenendo a quarantasei anni e otto mesi la più anziana vincitrice in un torneo del Grande Slam. La vittoria agli Australian Open la rese la terza giocatrice nella storia a vincere tutti e quattro i tornei del Grande Slam sia nel singolare femminile, che nel doppio, che nel doppio misto.
La vittoria a Wimbledon le permise di uguagliare il record di Billie Jean King di venti titoli di Wimbledon (sommando singolari e doppi) e portò il numero complessivo di titoli del Grande Slam a 58 (seconda solo a Margaret Court, che ne vinse 62). Navrátilová vinse un incontro di singolo nel primo turno del torneo di Wimbledon del 2004, a quarantasette anni e otto mesi, diventando la giocatrice più anziana a vincere un incontro di singolo in un torneo del circuito professionistico nell'era Open.

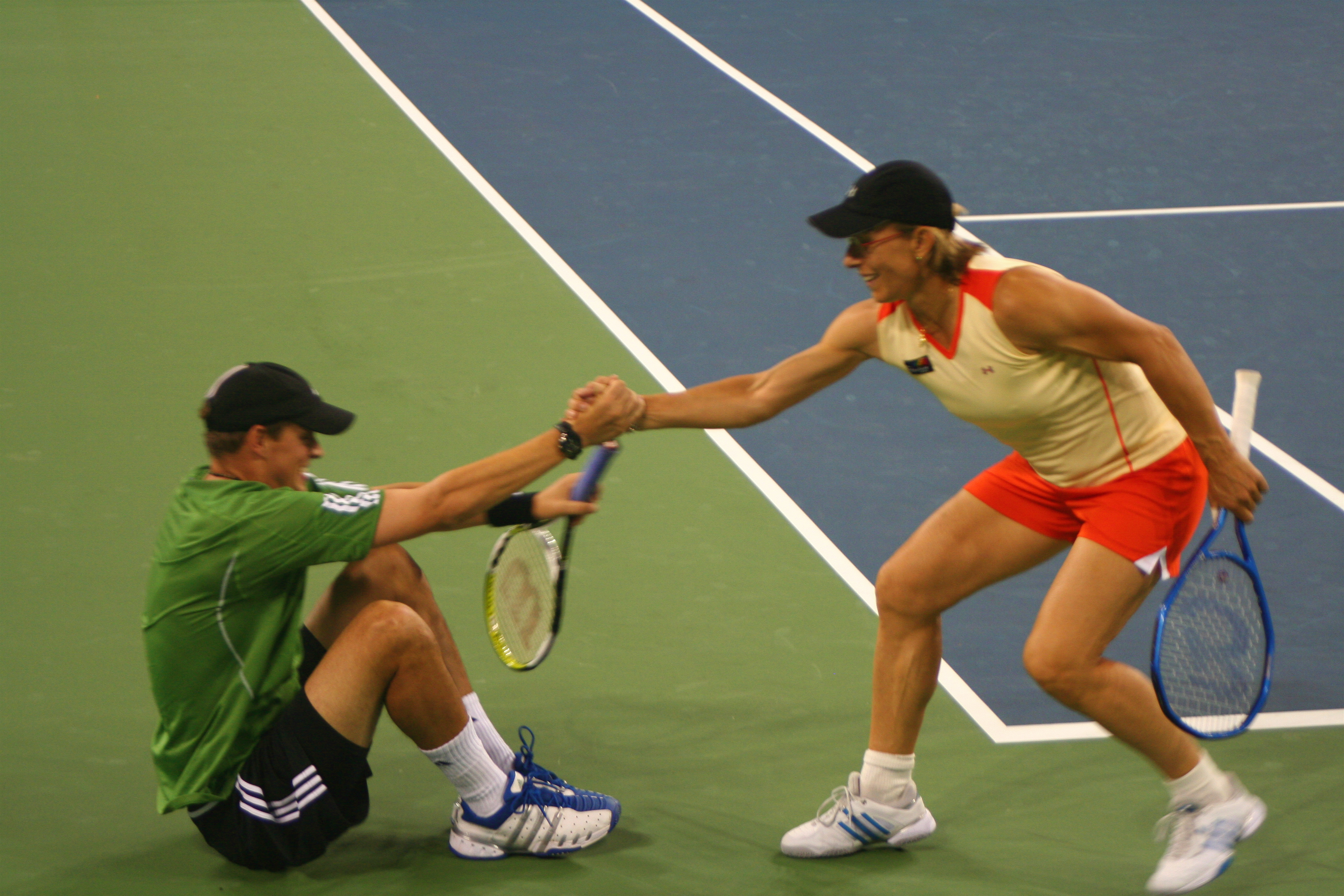
Navrátilová con Bob Bryan agli US Open 2006

Nel corso della carriera ha vinto 167 tornei di singolare (più di chiunque altro nell'era Open) e 178 titoli di doppio. Il 5 luglio 2006, a Wimbledon, annunciò il suo addio definitivo anche alle competizioni di doppio per «andare verso la mia vita futura, passare più tempo a casa, con la mia compagna (one-and-only) e con i miei animali, e dedicarmi di più ai miei interessi». Gli US Open di New York sarebbero stati il suo ultimo torneo.
A meno di due mesi dai 50 anni, il 21 agosto 2006, agli US Open, in coppia con il connazionale Bob Bryan, sconfisse nella finale del doppio misto i cechi Květa Peschke e Martin Damm (6-2 6-3), salutando il tennis giocato con l'ennesimo titolo del Grande Slam.

## Carriera da coach e altre attività
Nel mese di dicembre del 2014 è stato reso noto da Agnieszka Radwańska che Martina Navrátilová, a partire dalla stagione successiva, sarebbe stata il nuovo membro del suo team di allenamento. La collaborazione è terminata, però, cinque mesi dopo, perché Navrátilová aveva sottostimato la difficoltà nel seguire attentamente una giocatrice nel ruolo di coach.
Navrátilová è anche impegnata in varie opere di beneficenza a favore degli animali, dei bambini poveri e dei diritti dei gay. Nel 1985 ha pubblicato un'autobiografia intitolata Martina e negli anni '90 ha partecipato alla scrittura di tre romanzi gialli. Comparsa in campagne pubblicitarie della PETA, per un periodo è stata vegetariana per poi diventare pescetariana a causa della necessità di assumere proteine.
È stata anche protagonista di una divertente partecipazione come ospite nella sitcom della NBC Will & Grace, episodio 3x08 del 2000, nel quale rivela in un flashback di essere stata eterosessuale fino al 1985, quando cambiò il proprio orientamento sessuale in seguito a una relazione con Karen Walker.
È stata per diversi anni ambasciatrice e consigliera di Athlete Ally, l'organizzazione statunitense che si batte per i diritti degli sportivi LGBT. È stata revocata dall'incarico nel 2019 a seguito della pubblicazione di un articolo sul Sunday Times in cui ha sostenuto posizioni giudicate transfobiche, affermando che le donne transessuali non dovrebbero poter competere nelle categorie femminili.

## La storica rivalità con Chris Evert
Tutti gli appassionati di tennis dell'epoca ricordano le sue sfide con Chris Evert, che hanno dato luogo a una delle più lunghe rivalità sportiva di tutti i tempi, con ottanta incontri disputati e un bilancio finale favorevole a Navrátilová (43-37).

Chris Evert

La rivalità tra Evert e Navrátilová ha caratterizzato quasi un ventennio del tennis femminile, nel quale molte delle finali dei tornei più importanti le vedevano l'una di fronte all'altra. Navrátilová prevaleva in genere sulle superfici più veloci e in particolare sull'erba, mentre Evert su quelle più lente. In generale Evert ha prevalso nel periodo tra il 1973 e il 1982, Navrátilová negli anni successivi.
Evert è stata in vantaggio negli scontri diretti fino al 1984 e ha subito tredici sconfitte consecutive dalla sua avversaria nel biennio 1983-84, due anni in cui Navrátilová ha dominato saldamente le classifiche mondiali. Il punteggio più severo, nella storia delle loro sfide, lo ha inflitto Evert a Navrátilová, sconfiggendola nel 1981, nella finale del Torneo di Amelia Island, per 6-0, 6-0. Navrátilová è stata l'avversaria che più volte è riuscita a battere Evert e, d'altro canto, è stata Chris Evert la giocatrice che in assoluto ha inflitto il maggior numero di sconfitte a Navrátilová.
La rivalità tra Evert e Navrátilová ha regalato al tennis alcune tra le gare più belle e appassionanti di sempre, con giocate di altissimo livello tecnico. Quando le due giocatrici si presentavano in finale, entrambe in forma e decise a vincere, gli spettatori avevano la possibilità di vedere tutti i colpi riportati nei manuali di tennis: i servizi di Navrátilová e le risposte al servizio di Chris Evert, le discese e i colpi a rete di Navrátilová e i passanti di Evert, le smorzate di Martina Navrátilová e i pallonetti di Chris Evert. Ha detto Evert: «La mia felicità era batterla, quando perdevo ero delusa, ma non devastata. Se non vincevo io il torneo, preferivo toccasse a lei».

## Caratteristiche tecniche e stile di gioco

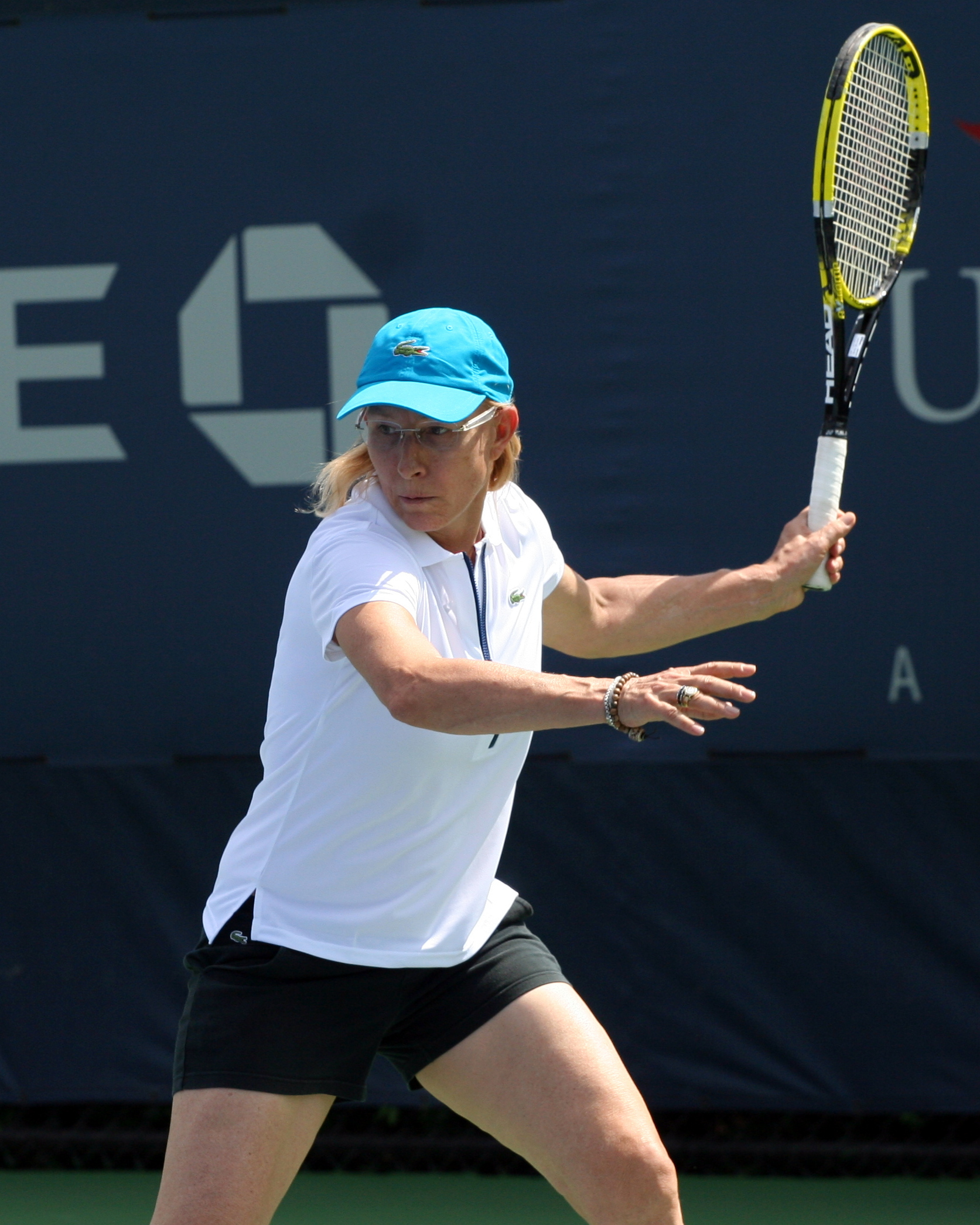
Navrátilová nel 2013

Martina Navrátilová è mancina ed eseguiva il rovescio a una mano. Era sia un'eccellente singolarista che un'eccellente doppista: in entrambe le specialità detiene, infatti, il record di titoli vinti. Il suo stile di gioco era molto aggressivo ed era particolarmente dotata nella tecnica del serve & volley, che consiste nell'andare a rete dopo il servizio. La superficie che si adatta meglio a questo stile è l'erba: a testimonianza di ciò, si può ricordare che Martina Navrátilová vinse 20 titoli tra singolare e doppio a Wimbledon. La superficie dove invece la tennista di origini ceche trovò maggiori difficoltà di gioco fu la terra battuta (ha vinto solamente due volte in singolare gli Open di Francia). Il suo colpo migliore era la volée, con cui realizzava la maggior parte dei suoi vincenti. Il rovescio era il suo colpo di rimbalzo migliore, soprattutto quello per l'approccio a rete; con il dritto, invece, tendeva a compiere più errori. A livello caratteriale mostrava tutto quello che sentiva, sia che provasse felicità sia che provasse frustrazione. Questo comportamento si distinse nettamente da quello della sua rivale di sempre, Chris Evert, che tendeva a non esprimere emozioni sul terreno di gioco.

## Statistiche

### Singolare

#### Grande Slam

##### Vittorie (18)
| Anno | Torneo              | Avversario in finale | Punteggio     |
| 1978 | Wimbledon           | Chris Evert          | 2-6, 6-4, 7-5 |
| 1979 | Wimbledon (2)       | Chris Evert          | 6-4, 6-4      |
| 1981 | Australian Open     | Chris Evert          | 6-7, 6-4, 7-5 |
| 1982 | Open di Francia     | Andrea Jaeger        | 7-6, 6-1      |
| 1982 | Wimbledon (3)       | Chris Evert          | 6-1, 3-6, 6-2 |
| 1983 | Wimbledon (4)       | Andrea Jaeger        | 6-0, 6-3      |
| 1983 | US Open             | Chris Evert          | 6-1, 6-3      |
| 1983 | Australian Open (2) | Kathy Jordan         | 6-2, 7-6      |
| 1984 | Open di Francia (2) | Chris Evert          | 6-3, 6-1      |
| 1984 | Wimbledon (5)       | Chris Evert          | 7-6, 6-2      |
| 1984 | US Open (2)         | Chris Evert          | 4-6, 6-4, 6-4 |
| 1985 | Wimbledon (6)       | Chris Evert          | 4-6, 6-3, 6-2 |
| 1985 | Australian Open (3) | Chris Evert          | 6-2, 4-6, 6-2 |
| 1986 | Wimbledon (7)       | Hana Mandlíková      | 7-6, 6-3      |
| 1986 | US Open (3)         | Helena Suková        | 6-3, 6-2      |
| 1987 | Wimbledon (8)       | Steffi Graf          | 7-5, 6-3      |
| 1987 | US Open (4)         | Steffi Graf          | 7-6, 6-1      |
| 1990 | Wimbledon (9)       | Zina Garrison        | 6-4, 6-1      |

##### Finali perse (14)
| Anno | Torneo              | Avversario in finale | Punteggio       |
| 1975 | Australian Open     | Evonne Goolagong     | 6-3, 6-2        |
| 1975 | Open di Francia     | Chris Evert          | 2-6, 6-2, 6-1   |
| 1981 | US Open             | Tracy Austin         | 1-6, 7-6, 7-6   |
| 1982 | Australian Open (2) | Chris Evert          | 6-3, 2-6, 6-3   |
| 1985 | Open di Francia (2) | Chris Evert          | 6-3, 6-7, 7-5   |
| 1985 | US Open (2)         | Hana Mandlíková      | 7-6, 1-6, 7-6   |
| 1986 | Open di Francia (3) | Chris Evert          | 2-6, 6 - 3, 6-3 |
| 1987 | Australian Open (3) | Hana Mandlíková      | 7-5, 7-6        |
| 1987 | Open di Francia (4) | Steffi Graf          | 6-4, 4-6, 8-6   |
| 1988 | Wimbledon           | Steffi Graf          | 5-7, 6-2, 6-1   |
| 1989 | Wimbledon (2)       | Steffi Graf          | 6-2, 6-7, 6-1   |
| 1989 | US Open (3)         | Steffi Graf          | 3-6, 7-5, 6-1   |
| 1991 | US Open (4)         | Monica Seles         | 7-6, 6-1        |
| 1994 | Wimbledon (3)       | Conchita Martínez    | 6-4, 3-6, 6-3   |

### Doppio

#### Vittorie (31)
| Anno | Torneo              | Superficie  | Compagna         | Avversarie in finale                  | Punteggio        |
| 1975 | Open di Francia     | Terra rossa | Chris Evert      | Julie Anthony Ol'ga Morozova          | 6-3, 6-2         |
| 1976 | Wimbledon           | Erba        | Chris Evert      | Billie Jean King Betty Stöve          | 6-1, 3-6, 7-5    |
| 1977 | US Open             | Terra rossa | Betty Stöve      | Renée Richards Betty Ann Grubb Stuart | 6-1, 7-6         |
| 1978 | US Open (2)         | Cemento     | Billie Jean King | Kerry Melville Reid Wendy Turnbull    | 7-6, 6-4         |
| 1979 | Wimbledon (2)       | Erba        | Billie Jean King | Betty Stöve Wendy Turnbull            | 5-7, 6-3, 6-2    |
| 1980 | US Open (3)         | Cemento     | Billie Jean King | Pam Shriver Betty Stöve               | 7-6, 7-5         |
| 1981 | Wimbledon (3)       | Erba        | Pam Shriver      | Kathy Jordan Anne Smith               | 6-3, 7-6(6)      |
| 1981 | Australian Open     | Erba        | Pam Shriver      | Kathy Jordan Anne Smith               | 6-2, 7-5         |
| 1982 | Open di Francia (2) | Terra rossa | Anne Smith       | Rosemary Casals Wendy Turnbull        | 6-3, 6-4         |
| 1982 | Wimbledon (4)       | Erba        | Pam Shriver      | Kathy Jordan Anne Smith               | 6-4, 6-1         |
| 1982 | Australian Open (2) | Erba        | Pam Shriver      | Claudia Kohde Kilsch Eva Pfaff        | 6-4, 6-2         |
| 1983 | Wimbledon (5)       | Erba        | Pam Shriver      | Rosemary Casals Wendy Turnbull        | 6-2, 6-2         |
| 1983 | US Open (4)         | Cemento     | Pam Shriver      | Rosalyn Fairbank Candy Reynolds       | 6(4)-7, 6-1, 6-3 |
| 1983 | Australian Open (3) | Erba        | Pam Shriver      | Anne Hobbs Wendy Turnbull             | 6-4, 6-7, 6-2    |
| 1984 | Open di Francia (3) | Terra rossa | Pam Shriver      | Claudia Kohde Kilsch Hana Mandlíková  | 5-7, 6-3, 6-2    |
| 1984 | Wimbledon (6)       | Erba        | Pam Shriver      | Kathy Jordan Anne Smith               | 6-3, 6-4         |
| 1984 | US Open (5)         | Cemento     | Pam Shriver      | Anne Hobbs Wendy Turnbull             | 6-2, 6-4         |
| 1984 | Australian Open (4) | Erba        | Pam Shriver      | Claudia Kohde Kilsch Helena Suková    | 6-3, 6-4         |
| 1985 | Open di Francia (4) | Terra rossa | Pam Shriver      | Claudia Kohde Kilsch Helena Suková    | 4-6, 6-2, 6-2    |
| 1985 | Australian Open (5) | Erba        | Pam Shriver      | Claudia Kohde Kilsch Helena Suková    | 6-3, 6-4         |
| 1986 | Open di Francia (5) | Terra rossa | Andrea Temesvári | Steffi Graf Gabriela Sabatini         | 6-1, 6-2         |
| 1986 | Wimbledon (7)       | Erba        | Pam Shriver      | Hana Mandlíková Wendy Turnbull        | 6-1, 6-3         |
| 1986 | US Open (6)         | Cemento     | Pam Shriver      | Hana Mandlíková Wendy Turnbull        | 6-4, 3-6, 6-3    |
| 1987 | Australian Open (6) | Erba        | Pam Shriver      | Zina Garrison Lori McNeil             | 6-1, 6-0         |
| 1987 | Open di Francia (6) | Terra rossa | Pam Shriver      | Steffi Graf Gabriela Sabatini         | 6-2, 6-1         |
| 1987 | US Open (7)         | Cemento     | Pam Shriver      | Kathy Jordan Elizabeth Sayers Smylie  | 5-7, 6-4, 6-2    |
| 1988 | Australian Open (7) | Cemento     | Pam Shriver      | Chris Evert Wendy Turnbull            | 6-0, 7-5         |
| 1988 | Open di Francia (7) | Terra rossa | Pam Shriver      | Claudia Kohde Kilsch Helena Suková    | 6-2, 7-5         |
| 1989 | Australian Open (8) | Cemento     | Pam Shriver      | Patty Fendick Jill Hetherington       | 3-6, 6-3, 6-2    |
| 1989 | US Open (8)         | Cemento     | Hana Mandlíková  | Mary Joe Fernández Pam Shriver        | 5-7, 6-4, 6-4    |
| 1990 | US Open (9)         | Cemento     | Gigi Fernández   | Jana Novotná Helena Suková            | 6-2, 6-4         |

#### Finali perse (6)
| Anno | Torneo          | Superficie | Compagna           | Avversarie in finale                 | Punteggio     |
| 1977 | Wimbledon       | Erba       | Betty Stöve        | Helen Gourlay Cawley JoAnne Russell  | 6-3, 6-3      |
| 1979 | US Open         | Cemento    | Billie Jean King   | Betty Stöve Wendy Turnbull           | 7-5, 6-3      |
| 1981 | Australian Open | Erba       | Pam Shriver        | Kathy Jordan Anne Smith              | 6-2, 7-5      |
| 1985 | Wimbledon (2)   | Erba       | Pam Shriver        | Kathy Jordan Elizabeth Sayers Smylie | 5-7, 6-3, 6-4 |
| 1985 | US Open (2)     | Cemento    | Pam Shriver        | Claudia Kohde Kilsch Helena Suková   | 6-7, 6-2, 6-3 |
| 2003 | US Open (3)     | Cemento    | Svetlana Kuznecova | Virginia Ruano Paola Suárez          | 6-2, 6-3      |

### Doppio misto

#### Vittorie (10)
| Anno | Torneo              | Compagno        | Avversari in finale                     | Punteggio            |
| 1974 | Open di Francia     | Iván Molina     | Rosie Reyes Darmon Marcelo Lara         | 6-3, 6-3             |
| 1985 | Open di Francia (2) | Heinz Günthardt | Paula Smith Francisco González          | 2-6, 6-3, 6-2        |
| 1985 | Wimbledon           | Paul McNamee    | Elizabeth Sayers Smylie John Fitzgerald | 7-5, 4-6, 6-2        |
| 1985 | US Open             | Heinz Günthardt | Elizabeth Sayers Smylie John Fitzgerald | 6-3, 6-4             |
| 1987 | US Open (2)         | Emilio Sánchez  | Betsy Nagelsen Paul Annacone            | 6-4, 6(6)-7, 7-6(12) |
| 1993 | Wimbledon (2)       | Mark Woodforde  | Tom Nijssen Manon Bollegraf             | 6-3, 6-4             |
| 1995 | Wimbledon (3)       | Jonathan Stark  | Cyril Suk Gigi Fernández                | 6-4, 6-4             |
| 2003 | Australian Open     | Leander Paes    | Eléni Daniilídou Todd Woodbridge        | 6-4, 7-5             |
| 2003 | Wimbledon (4)       | Leander Paes    | Anastasija Rodionova Andy Ram           | 6-3, 6-3             |
| 2006 | US Open (3)         | Bob Bryan       | Květa Hrdličková Martin Damm            | 6-2, 6-3             |

#### Finali perse (6)
| Anno | Torneo              | Compagno        | Avversari in finale                | Punteggio     |
| 1986 | Wimbledon           | Heinz Günthardt | Kathy Jordan Ken Flach             | 6-3, 7-6(7)   |
| 1986 | US Open             | Peter Fleming   | Raffaella Reggi Sergio Casal       | 6-4, 6-4      |
| 1988 | Australian Open     | Tim Gullikson   | Jana Novotná Jim Pugh              | 5-7, 6-2, 6-4 |
| 1993 | US Open (2)         | Mark Woodforde  | Helena Suková Todd Woodbridge      | 6-3, 7-6(6)   |
| 2004 | Australian Open (2) | Leander Paes    | Elena Bovina Nenad Zimonjić        | 6-1, 7-6(3)   |
| 2005 | Open di Francia     | Leander Paes    | Daniela Hantuchová Fabrice Santoro | 3-6, 6-3, 6-2 |

## Ranking di fine anno
| Anno | 1975 | 1976 | 1977 | 1978 | 1979 | 1980 | 1981 | 1982 | 1983 | 1984 | 1985 | 1986 | 1987 | 1988 | 1989 | 1990 | 1991 | 1992 | 1993 | 1994 | 2004 |
| Rank | 3    | 4    | 3    | 1    | 1    | 3    | 3    | 1    | 1    | 1    | 1    | 1    | 2    | 2    | 2    | 3    | 4    | 5    | 3    | 8    | 376  |

## Riconoscimenti e onorificenze
- Nel 2005 la rivista Tennis l'ha classificata, dietro a Pete Sampras, il quale ha guadagnato il primo posto, come la miglior tennista dell'Era Open.[12]
- Lo scrittore Steve Flink, nel suo libro I più grandi match di tennis del ventesimo secolo, ha citato Martina Navrátilová come la seconda miglior tennista dell'epoca, dietro solo alla tedesca Steffi Graf.[13]
- Nel 2011 è stata inserita nella lista stilata dal Time "30 leggende del tennis femminile: passato, presente e futuro".[14]
- Nel 2012 è stata inserita alla quarta posizione nella lista dei cento migliori giocatori di tennis stilata da The Tennis Channel. Davanti a lei si sono piazzati in ordine la tedesca Steffi Graf, l'australiano Rod Laver e lo svizzero Roger Federer.[15]

## Filmografia

### Televisione
- The Politician, serie TV, 3 episodi (2019)

## Doppiatrici italiane
Nelle versioni in italiano delle opere in cui ha recitato, Martina Navrátilová è stata doppiata da:
- Antonella Giannini in The Politician